# Elixer (televisieserie)
Elixer is een Nederlandse dramaserie van de BNNVARA rond het thema big pharma die in 2025 werd uitgezonden.

## Verhaal
De serie volgt Isabelle die onverwacht leider wordt van het familiebedrijf. Als CEO van Rombauts Pharma is ze plotseling een belangrijke speler in de internationale medicijnhandel. 

## Rolverdeling

### Hoofdrollen
- Hanna Verboom - Isabelle Rombauts
- Jacob Derwig - Juliën Rombauts
- Wim Opbrouck - Ludo Rombauts
- Katelijne Damen - Riekje Rombauts
- Bart Bijnens - Quinten Rombauts
- Roman Derwig - Art Rombauts

### Bijrollen
- Peggy Vrijens - Marie Rombauts
- Teun Luijkx - Dries Lambrechts
- Walid Benmbarek - Hamza Toumi
- Joes Brauers - Jannes
- Kok-Hwa Lie - Jerry Kwan
- Cincilia Wong - Ming
- Vlad Ivanov - Thomas Clopot
- J-Leeta Tijmes - Lola de Ruiter

## Afleveringen
| - 01. Familie Rombauts - 02. De noordkromp - 03. Aspergon - 04. Dealen - 05. De uitverkorenen - 06. Fontein van de eeuwige jeugd - 07. Het brein - 08. De belofte |